# Hans Zehetmair

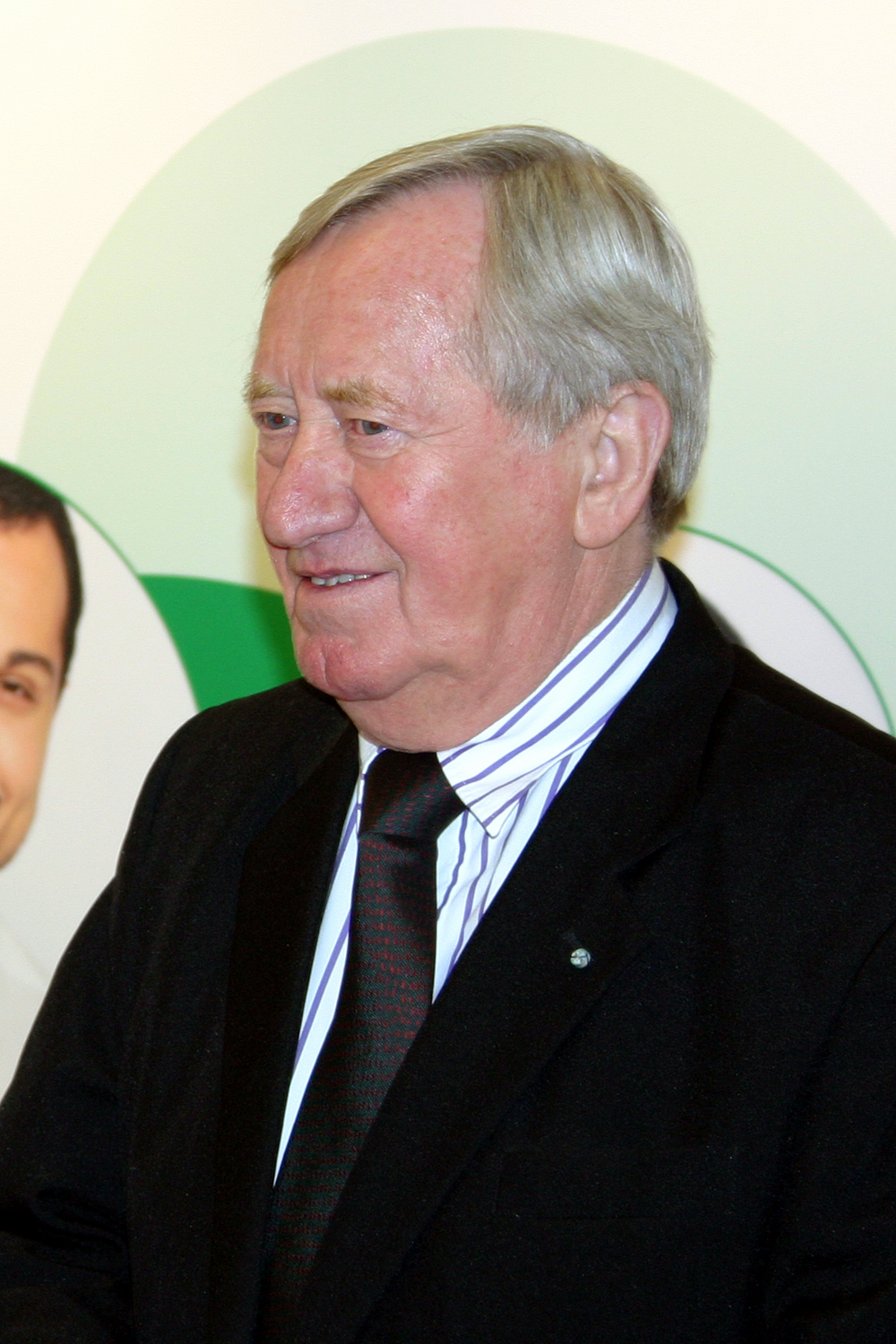
Hans Zehetmair (2010)

Johann Baptist „Hans“ Zehetmair (* 23. Oktober 1936 in Langengeisling bei Erding; † 27. November 2022) war ein deutscher Politiker der CSU. Er war von 1986 bis 1998 bayerischer Staatsminister für Unterricht und Kultus, von 1989 bis 2003 Staatsminister für Wissenschaft und Kunst sowie von 1993 bis 1998 stellvertretender Ministerpräsident des Freistaates Bayern.
Von 2004 bis 2014 war Zehetmair Vorsitzender der Hanns-Seidel-Stiftung und von 2004 bis 2016 Vorsitzender des Rates für deutsche Rechtschreibung.

## Leben

### Ausbildung und Lehrtätigkeit
Der als Sohn eines Bauern und Wagnermeisters geborene Johann Zehetmair besuchte das humanistische Dom-Gymnasium in Freising. Nach dem Abitur 1957 studierte Johann „Hans“ Zehetmair bis 1962 Klassische Philologie, Germanistik, Geschichte und Sozialkunde an der Ludwig-Maximilians-Universität München und kehrte nach der Ablegung des zweiten Staatsexamens 1964 zunächst bis 1974 als Gymnasiallehrer und Gymnasialprofessor an das Dom-Gymnasium in Freising zurück.

### Politischer Werdegang
Zehetmair begann seine Karriere 1966 als Stadtrat in Erding und war dort von 1976 bis 1978 zweiter Bürgermeister. 1972 wurde er zum stellvertretenden Landrat des Landkreises Erding gewählt. Von 1972 bis 2001 war er CSU-Kreisvorsitzender von Erding. Bei der Landtagswahl 1974 gewann er den Stimmkreis Erding, den er von 1975 bis 1978 im Landtag vertrat. 1978 gewann Zehetmair gegen den Amtsinhaber Simon Weinhuber von der Bayernpartei das Amt des Landrats des Landkreises Erding, das er acht Jahre innehatte.
Ministerpräsident Franz Josef Strauß ernannte Zehetmair 1986 zum Staatsminister für Unterricht und Kultus. Nach dem Rücktritt Wolfgang Wilds im Juni 1989 führte er zunächst kommissarisch auch die Geschäfte des Staatsministers für Wissenschaft und Kunst, bis Ministerpräsident Max Streibl im Oktober 1990 die beiden Ministerien wieder zum Staatsministerium für Unterricht, Kultus, Wissenschaft und Kunst zusammenlegte. Bei der Landtagswahl im selben Monat wurde Zehetmair erneut in den bayerischen Landtag gewählt, dem er anschließend für drei Legislaturperioden angehörte. 
Ministerpräsident Edmund Stoiber ernannte Zehetmair 1993 zum stellvertretenden Ministerpräsidenten. Nach der Landtagswahl 1998 wurde Zehetmairs Haus von Stoiber geteilt; die bisherige Staatssekretärin Monika Hohlmeier bekam die Zuständigkeit für Unterricht und Kultus, Zehetmair übernahm das Staatsministerium für Wissenschaft, Forschung und Kunst. Zehetmair war 15 Jahre lang Vertreter der Länder der Bundesrepublik Deutschland im EU-Rat der Bildungs- und Kulturminister und von 1989 bis 2003 Senator der Max-Planck-Gesellschaft. Nach der Landtagswahl in Bayern 2003 schied Zehetmair aus Kabinett und Landtag aus.
Ab Juli 2003 engagierte sich Zehetmair als Sachverständiger in der Enquete-Kommission „Kultur in Deutschland“ des Deutschen Bundestags.

### Sonstiges Engagement
Seit der Gründung des Vereins der Freunde und Förderer des Zentrums für Umwelt und Kultur in Benediktbeuern hatte er den Vorstandsvorsitz inne, den er 2010 an Georg Fahrenschon übergab. Von 11. Februar 2004 bis Mai 2014 war Zehetmair Vorsitzender der Hanns-Seidel-Stiftung. Zudem war er von Dezember 2004 bis Dezember 2016 Vorsitzender des von der Kultusministerkonferenz eingesetzten Rates für deutsche Rechtschreibung.
Er war Mitglied im Programmbeirat des Fernsehsenders ARTE, Ehrenvorsitzender des Katholischen Männervereins Tuntenhausen und war Verwaltungsratsvorsitzender des Germanischen Nationalmuseums. Des Weiteren betätigte sich Zehetmair ehrenamtlich im Verwaltungsrat des TSV 1860 München und als Kurator der Bayerischen Akademie für Werbung und Marketing.

### Familie
Hans Zehetmair war seit September 1961 und somit mehr als 60 Jahre mit seiner Frau Ingrid Zehetmair verheiratet, die am 25. Juli 2022, etwa vier Monate vor ihm selbst, starb. Der Ehe entstammen drei Kinder. Zuletzt lebte Zehetmaier bei seiner Tochter in Neumarkt-Sankt Veit. Er starb nach langer Krankheit im Alter von 86 Jahren in einem Krankenhaus an Herzversagen.

## Politische Positionen

### Schulpolitik

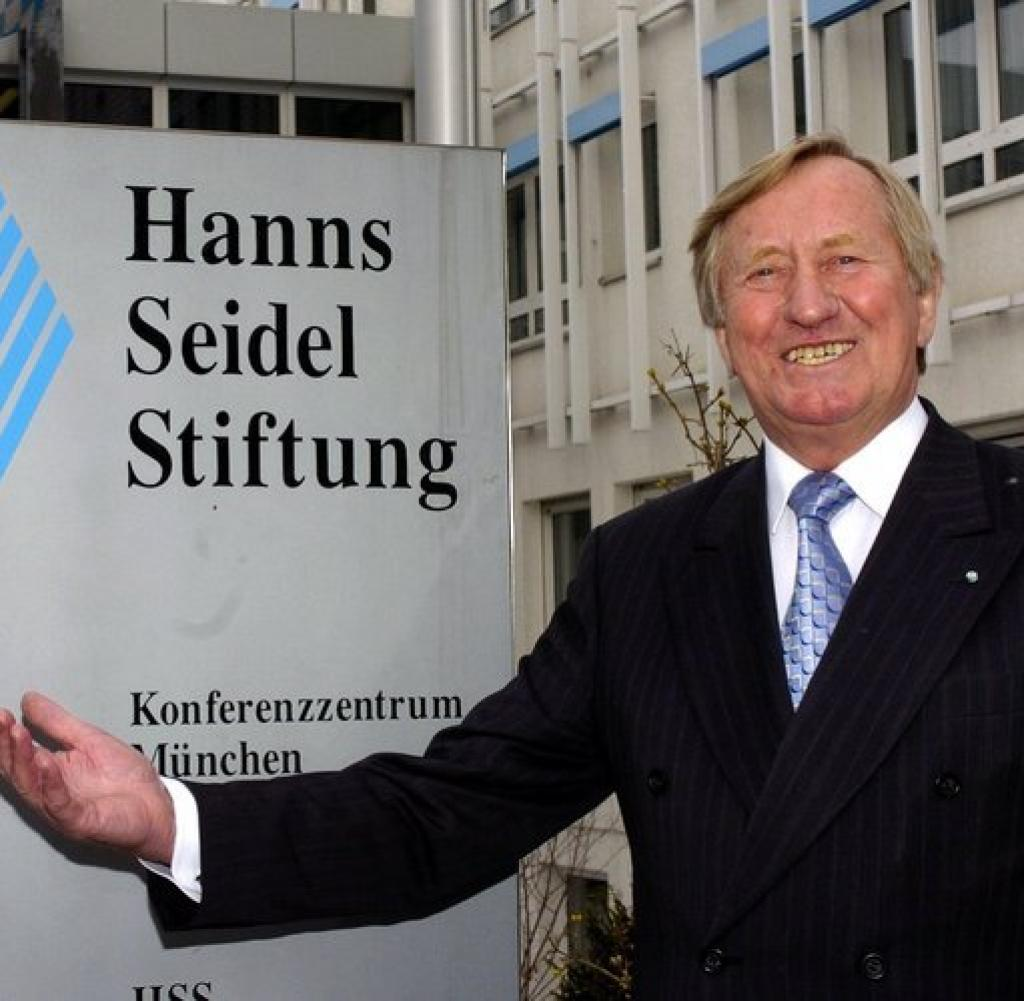
Hans Zehetmair, vor 2020

Ein Hauptanliegen Zehetmairs war der Ausbau der Fachhochschulen in Bayern. Seinen Nachfolger Thomas Goppel mahnte er in Anspielung auf dessen massive Kürzungen seit 2003 zur Kontinuität.
Anfang 1988 verordnete Zehetmair, dass zukünftig alle Unterrichtsfächer „die religiöse Dimension der Gegenstände einbeziehen“ sollten. Unter seiner Verantwortung erhielten bayerische Grundschüler je eine Wochenstunde Musik- und Kunstunterricht, während pro Woche drei Stunden Religionsunterricht vorgesehen war. Der Umfang des Religionsunterrichts für Gymnasiasten und Hauptschüler belief sich auf zwei Wochenstunden, während diesen gleichzeitig nur eine Stunde für Geschichte und Sozialkunde zur Verfügung stand.
Zehetmair führte das abgeschaffte Schulgebet wieder ein, woraufhin der Bayerische Elternverband diesen Schritt mit einem „Trip in das Biedermeier“ verglich.
Zehetmair stellte in seiner Amtszeit sicher, dass die bayerischen Richtlinien zur Sexualkunde nicht verändert wurden. Ihnen zur Folge zeigten bayerische Schulbücher statt nackter Menschen lediglich mit Strichmännchen stilisierte Symbolbilder. Unter Zehetmairs Ägide wurde in den Biologiebüchern des Freistaats unter der Thematik „Entstehung menschlichen Lebens“ der Aspekt „Zeugung“ ersatzlos gestrichen.
Während seiner Amtszeit erklärte Zehetmair in den 1980er Jahren, dass zum Frauenbild, das Bayerns Schulbücher vermitteln sollen, die moderne Frau gehört, die im Gebet Halt findet.
Nachdem der religiöse „Freundeskreis Maria Goretti“ gefordert hatte, den Kinderbuch-Klassiker „Der Krieg der Knöpfe“ von Louis Pergaud aus dem Kanon der bayerischen Schulliteratur zu entfernen, weil in ihm die Kopulation zweier Hunde beschrieben wird, kam Zehetmair den Forderungen nach.
Zehetmair wandte sich gegen Lehrer, „die unsere Jugend gegen den demokratischen Staat und seine gewählten Institutionen verhetzen“. Er bezeichnete ideologisch ausgerichtete Pädagogen als „Krebsübel in der Gesellschaft“. Seine Grundauffassung in dieser Frage war „Wer den Staat nicht aktiv vertritt, soll gehen…“ Aufgrund der ihn täglich erreichenden vielen Bewerbungen könne er „jederzeit jede Stelle zehnfach“ besetzen. Als Landrat hatte Zehetmair einen Gitarrenlehrer an seiner Kreismusikschule beinahe entlassen, nachdem dieser ein Notenbuch aus der DDR verwendet hatte. Zehetmair kommentierte den Vorgang später mit den Worten „Wehret den Anfängen!“

### Politischer Katholizismus
Nachdem Max Streibl nach dem Tod von Franz Josef Strauß 1988 das Amt des Bayerischen Ministerpräsidenten übernommen hatte, folgte ihm Zehetmair als Vorsitzender des in Bayern einflussreichen Katholischen Männervereins Tuntenhausen. Der Verein gilt als Herz des politischen Katholizismus im Freistaat Bayern. In den 1990er Jahren war insbesondere die Verhinderung der Reform des Paragraphen 218 das zentrale Hauptthema der Mitglieder des Vereins.

### Homosexualität
Zehetmair bezeichnete Homosexualität 1987 im Bayerischen Fernsehen als „contra naturam“ (wider die Natur) „und im Grunde […] krankhaftes Verhalten“ und ergänzte, dass „dieser Rand […] ausgedünnt werden“ müsse. Zehetmair hatte zuvor im selben Jahr bereits HIV als „Symptom einer maroden Gesellschaft“ bezeichnet und Homosexualität im „Randbereich der Entartung“ verortet. Er empfahl auch in diesem Zusammenhang erneut: „Das Umfeld der ethischen Werte muß wiederentdeckt werden, um diese Entartung auszudünnen.“ Später entschuldigte er sich mehrfach für diesen Ausdruck, nannte seinen Ausfall gar „Schwachsinn“.

### Pinakothek der Moderne

Zehetmairs Grab auf dem Städtischen Friedhof Erding-Sankt Paul

In den 1990er Jahren gelang es Zehetmair, das 130-Millionen-Euro-Projekt Pinakothek der Moderne zu retten. Nachdem er sich 1991 gegen eine praktisch schon beschlossene teure Planung durchgesetzt hatte, verhinderte er 1994 den von Staatskanzlei und Finanzministerium gewollten Verzicht auf das Projekt, indem er versicherte, zehn Prozent der Bausumme privat einwerben zu können. Er setzte sein Versprechen in den Folgejahren erfolgreich um.

## Auszeichnungen und Ehrungen
- 1985 Bundesverdienstkreuz am Bande
- 1992 Amberger Bürgermedaille
- 1995 Ehrenkreuz des Pegnesischen Blumenordens
- 2000 Ehrenring des Landkreises Erding
- 2000 Großes Goldenes Ehrenzeichen mit dem Stern für Verdienste um die Republik Österreich[23]
- 2003 Ehrensenator der Ostbayerischen Technischen Hochschule Amberg-Weiden[24]
- 2004 Großes Bundesverdienstkreuz
- 2004 Goldener Ehrenring der Stadt Bamberg
- 2004 erhielt er die Medaille „Bene merenti“ der Bayerischen Akademie der Wissenschaften in Gold für die Förderung der Bayerischen Akademie der Wissenschaften.
- 2005 Ehrendoktorwürde der Philosophie honoris causa (Dr. phil. h. c.) der Philosophisch-Sozialwissenschaftlichen Fakultät der Universität Augsburg („In Anerkennung seiner Verdienste um die Fortentwicklung der Geisteswissenschaften und die Anwendung ihrer ethischen Grundlagen in politischer und pädagogischer Praxis“)
- 2007 verlieh ihm die Technische Universität MIREA in Moskau den Titel eines Honorarprofessors.
- 2008 überreichte ihm die Historische Kommission bei der Bayerischen Akademie der Wissenschaften die Ehrenmedaille
- 2009 Ernennung zum Mitglied der russischen Akademie der Naturwissenschaften
- 2012 Orden Bernardo O’Higgins
- 2013 Großes Verdienstkreuz mit Stern der Bundesrepublik Deutschland
- Bayerischer Verdienstorden
- Ehrendoktorwürde der Medizin der Ludwig-Maximilians-Universität München
- Ehrendoktorwürde der Philosophie der Ukrainischen Freien Universität München
- Ehrensenator der Akademie der Bildenden Künste München
- Ehrensenator der Julius-Maximilians-Universität Würzburg
- Ehrenmitglied der Katholischen Bayerischen Studentenverbindung Rhaetia München.
- Ehrenvorsitzender des CSU-Kreisverbands Erding

## Schriften (Auswahl)
- als Herausgeber: Zukunft braucht Konservative. Verlag Herder, Freiburg im Breisgau u. a. 2009, ISBN 978-3-451-30295-4.